# Chostka
Chostka (deutsch Chostka, 1930 bis 1945 Walddorf) ist ein kleines Dorf in der polnischen Woiwodschaft Ermland-Masuren. Es gehört zur Landgemeinde Piecki (deutsch Peitschendorf) im Powiat Mrągowski (Kreis Sensburg).

## Geographische Lage
Chostka liegt in der südlichen Mitte der Woiwodschaft Ermland-Masuren, 24 Kilometer südöstlich der Kreisstadt Mrągowo (deutsch Sensburg).

## Geschichte
Der kleine nach 1823 Choszka, um 1885 Choztka und bis 1930 Chostka genannte Ort war bis 1945 ein Wohnplatz in der Gemeinde Jägerswalde (polnisch Rosocha) und gehörte somit zum ostpreußischen Kreis Sensburg.
Aufgrund der Bestimmungen des Versailler Vertrags stimmte die Bevölkerung im Abstimmungsgebiet Allenstein, zu dem Chostka gehörte, am 11. Juli 1920 über die weitere staatliche Zugehörigkeit zu Ostpreußen (und damit zu Deutschland) oder den Anschluss an Polen ab. In Chostka stimmten 40 Einwohner für den Verbleib bei Ostpreußen, auf Polen entfielen keine Stimmen.
Am 17. Oktober 1930 wurde Chostka in „Walddorf“ umbenannt.
1945 kam der Ort mit dem gesamten südlichen Ostpreußen zu Polen und trägt seither die polnische Namensform „Chostka“. Er ist heute eine Ortschaft innerhalb der Landgemeinde Piecki (Peitschendorf) im Powiat Mrągowski (Kreis Sensburg), bis 1998 der Woiwodschaft Olsztyn, seither der Woiwodschaft Ermland-Masuren zugehörig.

## Kirche
Bis 1945 war Chostka resp. Walddorf in die evangelische Kirche Alt Ukta in der Kirchenprovinz Ostpreußen der Kirche der Altpreußischen Union sowie in die katholische St.-Adalbert-Kirche in Sensburg im damaligen Bistum Ermland eingepfarrt.
Heute gehört Chostka zur evangelischen Kirchengemeinde in Ukta, einer Filialgemeinde der evangelischen Pfarrei Mikołajki in der Diözese Masuren der Evangelisch-Augsburgischen Kirche in Polen, außerdem zur katholischen Pfarrei Ukta im jetzigen Erzbistum Ermland in der polnischen katholischen Kirche.

## Verkehr
Chostka ist nur über Landwege von Rosocha (Jägerswalde) bzw. Krutyński Piecek (Kruttinnerofen) aus zu erreichen. Eine Bahnanbindung besteht nicht.